# Isis (album)
Isis is het debuutalbum uit 1974 van de gelijknamige New Yorkse jazzrockband. Het is geproduceerd door George Shadow Morton en haalde de onderste regionen van de Billboard 200. 

## Geschiedenis
Het album werd opgenomen nadat Isis eind 1973 bij Buddah Records tekende en kwam in september 1974 op de (Amerikaanse) markt. Opvallend was de hoesfoto waarop de acht dames in metaalzilveren bodypaint poseerden, maar ook de mengeling van (psychedelische) rock, blues, soul, funk en jazz met glansrollen voor de driekoppige blazerssectie, percussioniste Nydia Liberty Mata en de stemmen van gitariste Carol MacDonald (vergelijkbaar met Janis Joplin) en bassiste Stella Bass (in het blad Rolling Stone omschreven als een vrouwelijke Lou Rawls). Isis heeft nooit een grote doorbraak kunnen bewerkstelligen; een van de redenen was dat MacDonald in nummers als She Loves Me voor haar homoseksualiteit uitkwam. 
In 2007, het overlijdensjaar van MacDonald, werd Isis via internet op cd heruitgebracht en door luisteraars als een meesterwerk onthaald. 
| Nr. | Titel                     | Duur |
| --- | ------------------------- | ---- |
| 1.  | Waiting For The Sonrise   | 5:22 |
| 2.  | Everybody Needs A Forever | 4:41 |
| 3.  | Servant Saviour           | 7:43 |
| 4.  | Rubber Boy                | 6:21 |
| 5.  | April Fool                | 5:22 |
| 6.  | Bitter Sweet              | 4:10 |
| 7.  | Do The Football           | 3:00 |
| 8.  | She Loves Me              | 4:42 |
| 9.  | Cocaine Elaine            | 3:05 |